# Rusudán de Georgia
Rusudán de Georgia (en georgiano: რუსუდანი Rusudani) (1194-1245) fue reina de Georgia de la dinastía Bagrationi entre 1223 y 1245.

## Vida
Fue la hija de la reina Tamara de Georgia y de su segundo esposo, el rey consorte David Soslan. Sucedió en el trono a su hermano Jorge IV de Georgia en enero de 1223 tras su muerte, y debido a que la nobleza de Georgia rehusó reconocer a la esposa y al hijo de este como legítimos sucesores. La esposa de Jorge IV no era de origen noble y eso provocó el rechazo de las élites gobernantes. El reinado de Rusudán marcó el final de la Edad de Oro de la Georgia medieval.
En 1225 Georgia fue atacada por Jalal ad-Din, rey de Corasmia, tras haber huido del avance de los ejércitos mongoles que invadieron su reino. En agosto de 1225 los ejércitos georgianos sufrieron una gran derrota en la batalla de Garni obligando a la reina y a su corte a trasladarse a Kutaisi, dejando a la capital Tiflís bajo el asedio del ejército corasmio. Tiflís fue tomada el 9 de marzo de 1226 luego de la traición de una parte de la población musulmana de la ciudad. La población cristiana que se negó a convertirse al islam fue masacrada y las iglesias fueron destruidas, se estima que más de 100.000 georgianos perdieron la vida en el asedio y la masacre. En febrero de 1227 los georgianos aprovecharon las dificultades de Jalal al-Din en Armenia y recuperaron brevemente el control de la ciudad, abandonándola poco después. Rusudán se alió con los osetios y los nómadas cumanos mientras esperaba la llegada de sus antiguos aliados en los reinos musulmanes, pero sus fuerzas fueron derrotadas nuevamente en Bolnisi en 1228 por los corasmios. Jalal ad-Din fue finalmente derrotado en 1230 por la combinación entre la presión ejercida por las fuerzas mongolas y la llegada de los aliados musulmanes de Rusudán. Perseguido de nuevo por los mongoles, Jalal fue asesinado mientras huía el 15 de agosto de 1231.
En 1235 Georgia fue a su vez invadida por los antiguos enemigos de Jalal, los mongoles, que ya habían conquistado todo Irán. Luego de la guerra con los corasmios Georgia no se encontraba en condiciones de defenderse y Rusudán decide nuevamente abandonar y destruir lo que quedaba de Tbilisi. Los mongoles ocuparon la ciudad sin combatir y para 1240 todo el reino se encontraba bajo su dominio.
Durante este tiempo Rusudán intentó conseguir en vano la ayuda de occidente y del Papa Gregorio IX así como la de sus aliados en el mundo musulmán. Los otros reinos musulmanes fueron atacados a su vez por los mongoles haciendo imposible su ayuda, por lo que Rusudán se vio obligada a pedir la paz. Los mongoles impusieron como condiciones para la paz el vasallaje del reino con el pago de un tributo anual de 50 000 hyperperones (monedas de oro bizantinas), el reino de Georgia debió brindarle también un contingente auxiliar al ejército mongol. Además Rusudán tuvo que enviar a su hijo y heredero David a Karakórum para recibir su investidura por el Khan mongol. Muy afectada por la humillación que le provocaron estas condiciones, Rusudán enfermó y murió en 1245.

## Casamiento y descendencia
Rusudán se casó en 1224 con Ghias ad-Din, príncipe selyúcida, quien tuvo que convertirse al cristianismo para la boda. De esta unión nacieron:
- David VI.
- Gürcü Hatun, casada en 1237 con su primo selyúcida Kaikosru II, sultán de Rum.